# (5555) Wimberly
(5555) Wimberly es un asteroide perteneciente al cinturón de asteroides, descubierto el 5 de noviembre de 1986 por Edward Bowell desde la Estación Anderson Mesa (condado de Coconino, cerca de Flagstaff, Arizona, Estados Unidos).

## Designación y nombre
Designado provisionalmente como 1986 VF5. Fue nombrado Wimberly en homenaje a Ravenel N. Wimberly, miembro del Grupo de Dinámica del Sistema Solar en el Laboratorio de Propulsión a Chorro. Su conocimiento de varios sistemas informáticos demostró ser muy valioso para ayudar a organizar y llevar a cabo los esfuerzos de desarrollo de efemérides de cometas y objetivos de asteroides de varias misiones de sobrevuelo.

## Características orbitales
Wimberly está situado a una distancia media del Sol de 3,010 ua, pudiendo alejarse hasta 3,339 ua y acercarse hasta 2,681 ua. Su excentricidad es 0,109 y la inclinación orbital 10,14 grados. Emplea 1907,76 días en completar una órbita alrededor del Sol.

## Características físicas
La magnitud absoluta de Wimberly es 12,4. Tiene 11 km de diámetro y su albedo se estima en 0,17.